# Барятинский, Владимир Владимирович
Князь Влади́мир Влади́мирович Баряти́нский (1874—1941) — русский публицист, драматург и писатель.

## Биография
Происходил из дворянского рода Барятинских. Внук генерал-лейтенанта, генерал-адъютанта князя Анатолия Ивановича Барятинского (1821—1881), двоюродный внук наместника Кавказа генерал-фельдмаршала князя Александра Ивановича Барятинского (1815—1879), сын генерала от инфантерии, генерал-адъютанта, состоявшего при Императрице Марии Фёдоровне князя Владимира Анатольевича Барятинского (1843—1914).
Окончив Морской кадетский корпус (1893), Барятинский несколько лет служил в Гвардейском экипаже, вышел в отставку в чине лейтенанта в 1904 году. Литературную деятельность начал в 1896 году в «Санкт-Петербургских ведомостях» князя Ухтомского, где печатал статьи о театре и рассказы. Затем стал помещать в «Новом Времени», под псевдонимом «Барон On dit», сатирические очерки великосветской жизни, вышедшие отдельным изданием под заглавием «Потомки» (1897, 2-е изд. 1899) и «Лоло и Лала» (1899). В 1896—1897 поставил на сцене литературного художественного кружка стихотворные переводы пьес Армана Сильвестра «Изеиль» и «Гризельда».
В 1899 написал историческую пьесу «Во дни Петра». Тогда же начал издавать имевшую большой успех, но вскоре (в декабре 1900 года) закрытую «за вредное направление» газету «Северный Курьер», где, между прочим, помещал публицистические статьи под названием «Мысли и Заметки» (отд. изд. 1901).
В 1901 вместе со своей женой, артисткой Л. Б. Яворской стал во главе «Нового Театра», на сцене которого поставил комедии «Перекаты», «Карьера Наблоцкого» (1901), «Последний Иванов» (1902), «Пляска жизни» (1903), историческую драму «Светлый Царь» (1904), стихотворный перевод шекспировской «Бури» (1901).

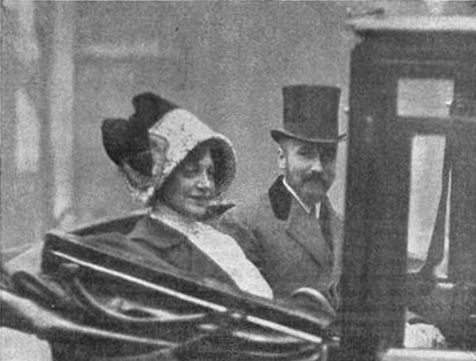
С женой актрисой Яворской, 1911 год

Выдающийся успех выпал на долю проникнутых демократической тенденцией «Перекатов» и «Карьеры Наблоцкого». «Пляска Жизни» в течение 4 месяцев шла больше 100 раз. В «Nouvelle Revue» и других сборниках Барятинский поместил ряд переводов из русских поэтов на французский язык.
После Октябрьской революции в эмиграции в Берлине, затем в Париже. Печатался в эмигрантских изданиях, наиболее активно в парижской газете «Последние новости» (свыше 100 рассказов и очерков из русской и французской истории и мемуары «Догоревшие огни», вышедшие также отдельным изданием — Париж, 1934).
Умер в Париже 7 марта 1941 года, похоронен на кладбище в Сент-Женевьев-де-Буа.

## Сочинения
- Царственный мистик: (Император Александр I-й и старец Феодор Козьмич) Архивная копия от 1 сентября 2019 на Wayback Machine — 2-е изд. — СПб.: Прометей. 1913—144 с.

## Семья
Был женат с 1894 по 1916 год на известной актрисе Лидии Борисовне Яворской (1871—1921). Их бракоразводное дело в 1916 году сопровождалось взаимными обвинениями в прелюбодеянии, а в 1917 году привело к следствию против бывшего обер-прокурора Синода Раева. Вторым браком был женат на Ольге Алексеевне Берестовской (1896—1974), их сыновья Михаил (1919—?) и Владимир (1921—1975).